# ギブソン・ハミングバード
ハミングバード（Hummingbird）は、ギブソン社が製造・販売するアコースティック・ギターの機種である。「ハニー・トーン」とも呼ばれる軽やかな音、美しいハチドリが描かれた鮮やかなピックガードが特徴。著名アーティストにも愛用者が多い。

## 特徴
ギブソン社としては初のスクエアショルダー型アコースティック・ギターとして1960年に発売された。ハチドリ（英名 ハミングバード Hummingbird 空中で羽ばたきながら止まって花の蜜を吸う、世界一小さな美しい鳥）が描かれた鮮やかなピックガードが名前の由来。弾き続けていると、ピックガードのハチドリの模様が薄くなっていく。
材質はトップがスプルースで、サイドとバックはマホガニー、ネックはマホガニー(一時期メイプル）で24 3/4スケール。1964年にはわずかにハミングバードカスタム（Hummingbird custom）も生産された。製作の年代ごとにピックガードのハチドリの模様が少しずつ違う。
1962年から1963年にかけて、サイドとバックがメイプル製、ネック・スケール25 1/2のハミングバードも製造された。これは後続機種のダヴが売れ行きが芳しくなく、製造ラインを流用して販売したためである。

## 主な使用ミュージシャン
- キース・リチャーズ（ローリング・ストーンズ）[注 1]
- ミック・ジャガー（ローリング・ストーンズ）
- ジミー・ペイジ（レッド・ツェッペリン）
- シェリル・クロウ
- グラム・パーソンズ
- 高野寛
- 堂本剛（キンキ・キッズ）
- 北川悠仁（ゆず）
- 五十嵐隆（syrup16g楽曲のタイトルにもなっている）
- 佐々木健太郎（アナログフィッシュ）
- 清水依与吏（back number）
- 大森靖子
- 秦基博
- 斉藤和義（自身の楽曲のタイトルにもなっている）
- 長渕剛
- 福山雅治
- ウルフルケイスケ（ウルフルズ）
- 小渕健太郎（コブクロ）
- 財津和夫
- 忌野清志郎
- 古井戸
- 谷村新司
- コリーヌ・ベイリー・レイ - グラミー賞に3部門でノミネート。度々レッド・ツェッペリンをカバーしていることから、ハミングバードを使用する理由もジミー・ペイジ愛だと思われる。
- 佐木伸誘
- 河島英五
- 河口恭吾
- つんく♂（シャ乱Q）
- 加奈崎芳太郎
- 仲井戸麗市
- 大田紳一郎（doa、BAAD）
- コレサワ
- 萩原健也 - カスタムショップ製ハミングバードを使用している。